# Majid ben Saïd
Pour les articles homonymes, voir Ben Saïd.
Sayyid Majid ibn Saïd Al-Bousaïd (arabe : ماجد بن سعيد البوسعيد, né en 1834 - mort le 7 octobre 1870) est le premier sultan de Zanzibar à ne régner que sur le sultanat de Zanzibar, en versant un tribut à son frère aîné Thuwaïni ibn Sultan qui règne sur le sultanat de Mascate et Oman. Il a régné sur Zanzibar du 19 octobre 1856 au 7 octobre 1870.

## Biographie
À la mort du sultan de Masacate, Oman et Zanzibar Saïd ben Sultan al-Busaïd, son empire dont il a fixé en 1832 la capitale à Zanzibar, est disputé entre deux de ses fils : Oman et Mascate reviennent à l'aîné Thuwaïni et Zanzibar à Majid ibn Saïd, qui a régné également sur Oman et Mascate entre le 19 octobre 1856 et le 2 avril 1861. À cette date, le sultanat de Zanzibar est reconnu comme un royaume indépendant contre le versement d'un tribut annuel au sultan d'Oman, selon les termes de l'accord ratifié par Charles Canning, vice-roi des Indes représentant l'empire britannique.
Sous le règne du sultan Majid, la prospérité de l'île se poursuivit, principalement grâce à son rôle de plaque tournante du commerce maritime entre Européens et Arabes, entre autres grâce à la traite négrière. Zanzibar devint aussi un grand centre de diffusion de l'islam en Afrique grâce aux savants venus de Mascate. Ainsi, malgré la séparation, les liens religieux et culturels avec Oman se poursuivirent, politiques aussi puisque Majid ibn Saïd devait payer un tribut annuel à son frère.

## Distinctions
- Fondateur et Souverain grand maître de l'ordre de l'Étoile brillante de Zanzibar (Ouissam al-Kawkab al-Durri al-Zanzibari)